# Real Time Messaging Protocol

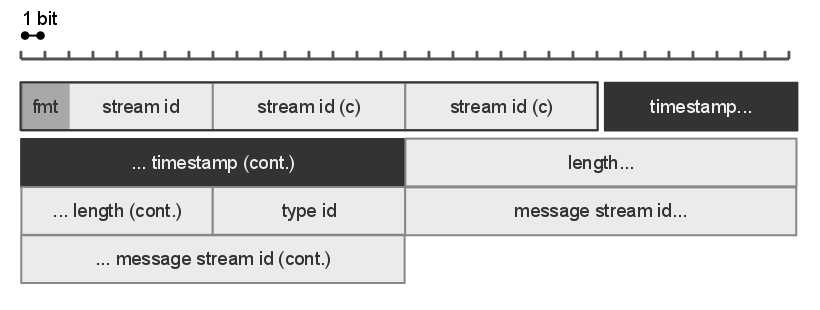
Structure du protocole RTMP

Real Time Messaging Protocol (RTMP) est un protocole réseau propriétaire, développé par Adobe Systems, pour la diffusion de flux de données en streaming (audio, vidéo ou autre) entre un serveur et un client, généralement le lecteur Flash.

## Histoire
Adobe a annoncé le 20 janvier 2009 dans un communiqué de presse qu'elle allait publier les spécifications de ce protocole. Elles l'ont finalement été le 15 juin 2009. Toutefois, le 8 mai 2009, la société a demandé à SourceForge la suppression d'une implémentation du protocole hébergée sur ce site, rtmpdump, dans le cadre de la loi DMCA.

## Variantes
Les variantes du protocole RTMP :
1. Le protocole complet fonctionne sur TCP et exploite le port 1935.
2. RTMPT (RTMP Tunneling) encapsule RTMP dans des requêtes HTTP, afin de passer les pare-feu.
3. RTMPS est similaire à RTMP, mais utilise une connexion sécurisée TLS/SSL.
4. RTMPE (Encrypted Real Time Messaging Protocol). Il permet le transfert sécurisé des données sans SSL.
5. RTMPTE

La motivation première de RTMP était de fournir un protocole persistant pour Flash. Dorénavant, d'autres applications peuvent l'utiliser, comme Adobe LiveCycle Data Services ES.

## Clients
- Le client le plus répandu est le lecteur Flash d'Adobe.
- Le lecteur multimédia libre XBMC possède un support préliminaire du protocole dans sa version de développement.
- Le logiciel Youtube Video Download[4] est capable d'écrire le contenu d'un flux RTMP dans un fichier FLV.
- La version 2.0 de Moyea Web Player[5] est capable de lire les flux RTMP à l'aide d'un plugin.
- Le logiciel libre flvstreamer[6] permet de télécharger un flux RTMP. C'est un dérivé du projet rtmpdump, qui a été fermé à la demande de Adobe, ne proposant à l'inverse de ce dernier ni chiffrement ni vérification du SWF.
- Le logiciel Internet Download Manager permet, grâce à son module de capture de vidéos, de télécharger les flux RTMP.
- Le logiciel Gnash, implémentation libre de flash player, s'est vu ajouté un support préliminaire le 14 septembre 2013 [7]
- VLC media Player supporte la lecture de flux RTMP.